# Tribonyx mortierii
Tribonyx mortierii (chim kịch Tasmania hoặc gà nước Tasmania) là một loài chim trong họ Rallidae. Đây là một trong mười hai loài chim đặc hữu của đảo Tasmania của Úc. Mặc dù nhiều loài chim không biết bay có lịch sử bị tuyệt chủng dưới bàn tay của con người, loài này thực sự đã được hưởng lợi từ việc áp dụng các phương thức canh tác nông nghiệp kiểu châu Âu ở Tasmania. Thành công của nó cũng có thể là do sự tuyệt chủng gần đây của loài săn mồi chính của nó, chó sói túi.
Đây là một loài chim chắc nịch không biết bay có chiều dài từ 43 đến 51 cm. Phần trên có màu nâu ô liu với một mảng trắng ở bên sườn. Phần dưới sẫm màu hơn với tông màu xám xanh. Đuôi ngắn gần như có màu đen và chủ yếu dựng đứng. Đôi chân dày và khỏe, có vảy xám và móng vuốt sắc nhọn. Đôi mắt đỏ tươi. Tờ tiền có một lá chắn nhỏ màu vàng lục phía trước.